# Ludwig von Holzgethan
Ridder (sinds 1855), sinds 1865 baron, Ludwig von Holzgethan (Wenen, 1 oktober 1800 - aldaar, 12 juni 1876) was een Oostenrijks minister en kortstondig minister-president.

## Biografie
Ludwig Holzgethan trad in 1831 in staatsdienst als belastingambtenaar. Als boekhoudingsraadslid werkte hij sinds 1846 in steden als Wenen, Triëst en Linz en als districtsbestuurslid voor de Innkreis in Ried. In 1850 werkte hij als belastingraadslid in Verona en vanaf 1852 werd hij verantwoordelijk voor het financiële bestuur van Lombardije-Venetië.
In die hoedanigheid werd Holzgethan op 4 april 1855 door keizer Frans Jozef in Wenen geadeld met de titel van ridder en in de Oostenrijkse Leopoldsorde opgenomen. In 1860 werd hij bovendien tot geheimraad benoemd en in 1865 tot baron, alsook tot lid van het Herenhuis, het Oostenrijkse hogerhuis. Dat jaar werd hij ook als onderstaatssecretaris ook de plaatsvervanger van financiënminister Ignaz von Plener.
De keizer stelde hem in 1870 zelf aan tot minister van Financiën van Cisleithanië, eerst onder minister-president Potocki en vervolgens onder graaf Hohenwart. Na diens aftreden op 30 oktober 1871 werd Holzgethan ook minister-president, hetgeen hij tot 25 november 1871 zou blijven. Op 15 januari 1872 werd hij door de keizer aangesteld tot Oostenrijks-Hongaars (gezamenlijk) minister van Financiën, een functie die hij uitoefende tot aan zijn dood in 1876.
Beust · K. von Auersperg · Taaffe · Plener · Hasner von Artha · Potocki · Hohenwart · Holzgethan · A. von Auersperg · Stremayr · Taaffe · Windisch-Graetz · Kielmansegg · Badeni · Gautsch von Frankenthurn · Thun ·  Clary-Aldringen · Wittek · Koerber · Gautsch von Frankenthurn · Hohenlohe-Schillingsfürst · Beck · Bienerth-Schmerling · Gautsch von Frankenthurn · Stürgkh · Koerber · Clam-Martinic · Seidler von Feuchtenegg · Hussarek von Heinlein · Lammasch